# Alland'Huy-et-Sausseuil
Alland'Huy-et-Sausseuil é uma comuna francesa na região administrativa de Grande Leste, no departamento Ardenas. Estende-se por uma área de 8,68 km². Em 2010 a comuna tinha 248 habitantes (densidade: 28,6 hab./km²).